# The Savage Is Loose
The Savage Is Loose is een Amerikaanse dramafilm uit 1974, geproduceerd en geregisseerd door George C. Scott. De hoofdrollen worden vertolkt door Scott, Trish Van Devere, John David Carson en Lee H. Montgomery.

## Verhaal
In 1902 belanden John, zijn veel jongere vrouw Maida en hun babyzoon David als enige overlevenden van een schipbreuk op een verlaten eiland. In 1912 begint David, inmiddels een ogenschijnlijk gelukkige 12-jarige jongen, de puberteit te bereiken. Tegen de tijd dat hij 17 is, wordt David verteerd door lust voor zijn moeder, wat een wig drijft tussen hem en zijn vader tot het punt waarop ze met elkaar wedijveren voor de genegenheid van de enige vrouw op het eiland.

## Rolverdeling
| Acteur            | Personage   |
| ----------------- | ----------- |
| George C. Scott   | John        |
| Trish Van Devere  | Maida       |
| John David Carson | David       |
| Lee H. Montgomery | jonge David |

## Productie en distributie
De opnames vonden volledig plaats op locatie ten zuiden van Puerto Vallarta in Mexico van eind april tot midden juni 1974. De film werd geproduceerd door Campbell Devon Productions en gedistribueerd door George C. Scott via WCII op video.
Toen de MPAA de film een "R"-classificatie gaf, bekritiseerde Scott deze beslissing en drong er bij bioscoopuitbaters op aan om zich hiertegen te verzetten door de film zonder classificatie te vertonen. Scott was het grondig oneens met het standpunt van de MPAA dat incest een belangrijk thema van de film was en zei dat hij geschokt was dat zijn film dezelfde classificatie kreeg als films zoals Candy Stripe Nurses en The Texas Chain Saw Massacre.
De film werd rechtstreeks aan regionale bioscoopexploitanten verkocht, waarbij de traditionele distributiekanalen werden omzeild.

## Ontvangst
De recensies van critici waren overwegend negatief. Vincent Canby van The New York Times schreef: "Wat begint als een soort vereenvoudigde versie van 'The Swiss Family Robinson' valt snel uiteen in een verwarrende meditatie over het voortbestaan van het menselijk ras, maar onder zulke bijzondere omstandigheden dat de voornaamste premissen van de film uiteindelijk belachelijk worden." Gene Siskel van de Chicago Tribune gaf de film 1,5 op 4 sterren en noemde het "een pretentieuze stationsroman" met personages die "geen andere identiteit hebben dan seksueel geobsedeerd of seksueel bedreigd." Hij rangschikte de film als tweede slechtste op zijn eindejaarslijst van de slechtste films van 1974. Arthur D. Murphy van Variety schreef dat "Scott en zijn medewerkers eersteklas werk hebben geleverd bij het maken van deze film. Alle vier de acteerprestaties zijn uitstekend en Scotts regie (na het 'Rage'-debacle) is volledig onder controle." Pauline Kael van The New Yorker schreef dat de film "in iets minder dan twee uur voorbij kruipt, maar ze zijn ongeveer de meest pijnlijke twee uur die ik ooit in de bioscoop heb doorgebracht ... Scott moet de schuld op zich nemen voor zijn pessimistische prent en omdat hij niet beter wist dan dit script te kopen, maar de scriptschrijvers, Max Ehrlich en Frank De Felitta, zouden echt hun namen in een speciale hal van schande moeten laten opnemen."  Tom Milne van The Monthly Film Bulletin schreef: "De acteerprestaties zijn goed genoeg, maar het is moeilijk om veel overtuiging te voelen als Trish Van Devere dezelfde sierlijk besmeurde witte nachtjapon draagt gedurende de achttien vreemde jaren die het verhaal beslaat, en als de junglejongen nog steeds beweegt en praat als een sombere Californische strandslungel." Leonard Maltin's filmgids gaf de laagste beoordeling: BOMB.